# 宅地開発事業
宅地開発事業（たくちかいはつじぎょう）とは、宅地を開発するための事業。ここでいう開発とは開発許可制度でいう開発行為のことで都市計画法第四条12に定めている。住宅と土地の政策に関わる資料で用語記述では慣用に従う使用をおこなう場合が多い。類似の用語に、宅地供給、宅地造成がある。

## 概要
宅地開発および宅地開発事業に関しては一例として「町田市宅地開発事業に関する条例」で対象となる事業を、条例第2条で、 (1)都市計画法に規定する開発行為で同法第29条の許可が必要なもの、 (2)宅地造成等規制法第8条の許可が必要な事業で、切土又は盛土をする土地の面積の合計が500平方メートルを超えるもの、としている。
千葉県宅地開発事業の基準に関する条例（昭和44年千葉県条例第50条）では、第2条一で、宅地開発事業を、主として建築物の建築又はコンクリートプラント、アスファルトプラント及びクラッシャープラント並びに危険物（建築基準法施行令（昭和25年政令第338号）第116条第1項の表の危険物品の種類の欄に掲げる危険物をいう。）の貯蔵若しくは処理に供する工作物で、規則で定めるものの建設の用に供する目的で一団の土地について行う土地の区画形質の変更に関する事業、としている。
燕市宅地開発規則では第2条で、(1)都市計画法第29条第1項の規定に基づく、0.3ヘクタール（3,000平方メートル）以上の開発行為、(2)租税特別措置法（昭和32年法律第26号）の規定に基づく、優良宅地認定による宅地開発、(3) 前2号の事業で、同一事業者が一定地区について連続して行う一体開発事業又は複数の事業者が行う一団の開発事業について、それが共同事業と認められる場合、(4)前3号に掲げるもののほか、市長が必要と認めた宅地開発、としている。
一定規模の宅地の開発行為は、一般に上記のように都市計画法や自治体条例の規定を受け、その他は都市計画法施行令（昭和44年政令第158号）第22条の3第2項の規定の適用を受ける宅地開発事業や、国、地方公共団体、独立行政法人都市再生機構及び地方住宅供給公社の行う宅地開発事業や規則の定めがあり、いずれにしろ許可を要する。